# オブザヴェーション・アイランド (ミサイル追跡艦)
オブザヴェーション・アイランド（英語: USNS Observation Island, T-AGM-23）は、アメリカ海軍海上輸送司令部が運用していたミサイル追跡艦。

## 概要
C4-S-1標準型（マリナー型）貨物船の一隻として1953年8月に進水した商船・エンパイア・ステート・マリナー（英語: Empire State Mariner）を前身とし、それを改装したものである。1956年9月にアメリカ海軍が取得し、オブザヴェーション・アイランドと命名され、1958年に弾道ミサイルの試験艦として就役した。1972年から1977年にかけては保管艦としてノーフォークにあった。1977年に海上輸送司令部に移管され、ミサイル追跡艦(T-AGM 23)として運用されることとなった。

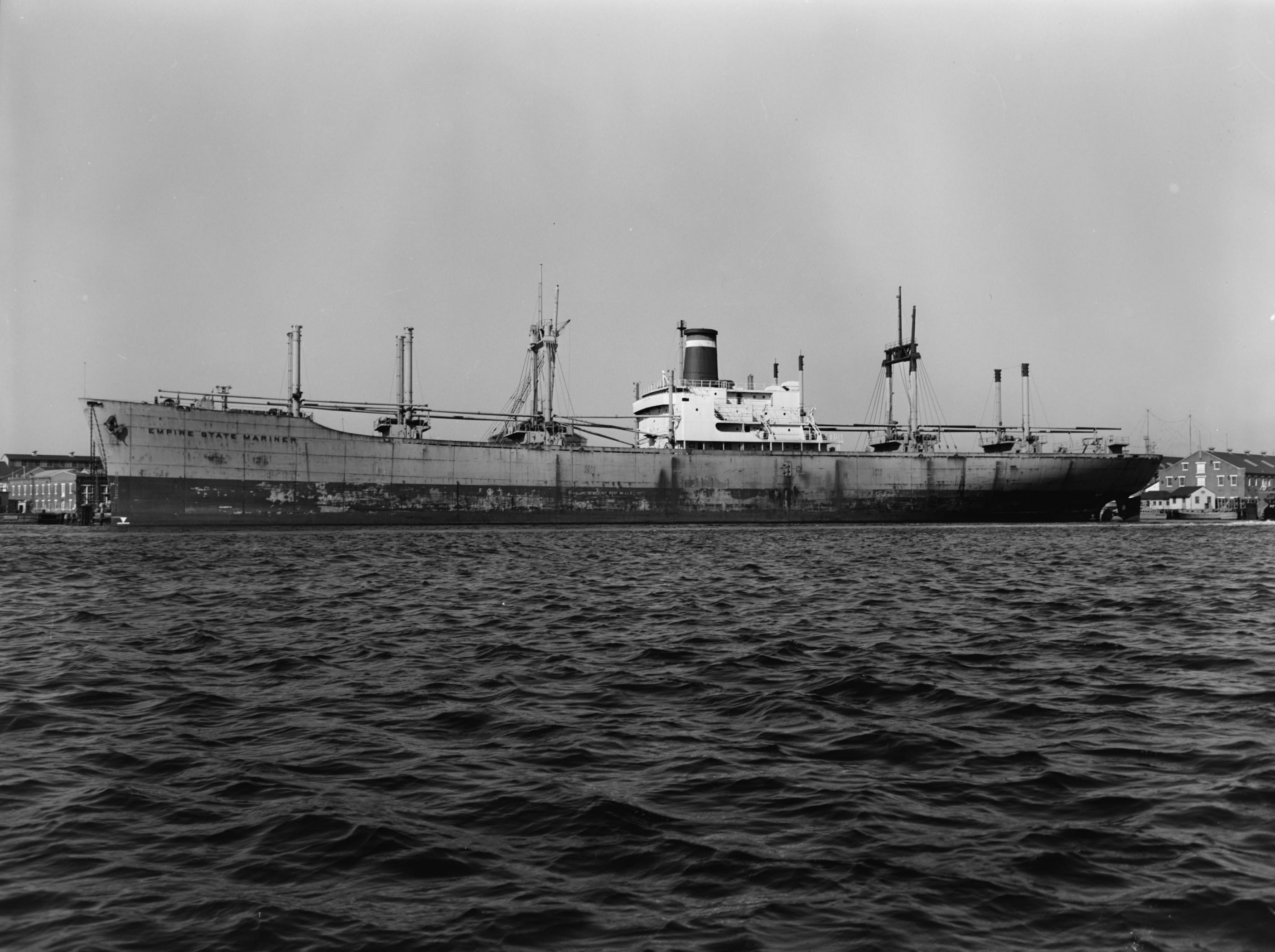
前身の「エンパイア・ステート・マリナー」

艦の特徴として、大型のレーダーを複数、搭載していることがあげられる。2006年時点において、艦橋上部にレドーム2基を搭載、艦中央後よりに大型のパラボラアンテナ、後部甲板にAN/SPQ-11 コブラジュディ・フェーズドアレイレーダーを搭載していた。

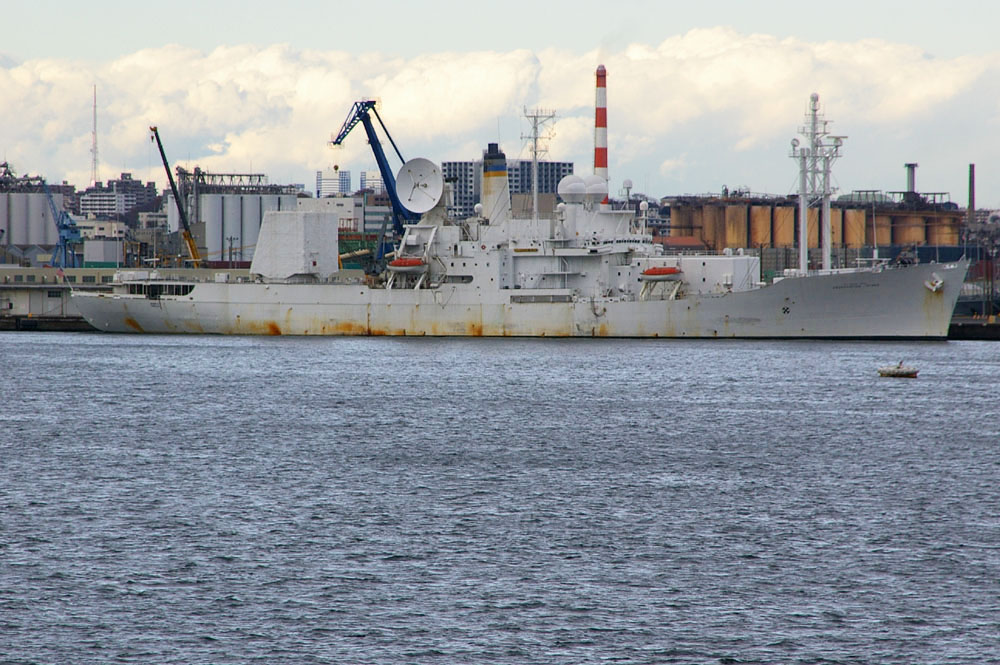
オブザヴェーション・アイランド （2006年 横浜）

2000年代においては、北朝鮮の弾道ミサイル開発を監視するために、日本近海を遊弋していることも多かった。
2012年12月、北朝鮮は「人工衛星」と称する弾道ミサイルの発射を予告した。これに対しアメリカ海軍は黄海に艦艇を展開させ不測の事態に備えた。「オブザヴェーション・アイランド」はイージス艦4隻と共にミサイル発射予告の初日に当たる12月10日までに当該海域に配備された。他に海上自衛隊からイージス艦3隻、大韓民国海軍から2隻を加えた10隻態勢で臨んだ。ミサイルは同月12日に発射された。
本艦は2014年3月31日に退役となった。後継として「ハワード・O・ローレンツェン」（英語: USNS Howard O. Lorenzen, T-AGM-25）が建造され、2012年1月10日にその任務は引き継がれた。